# Aerófono de lengüeta libre

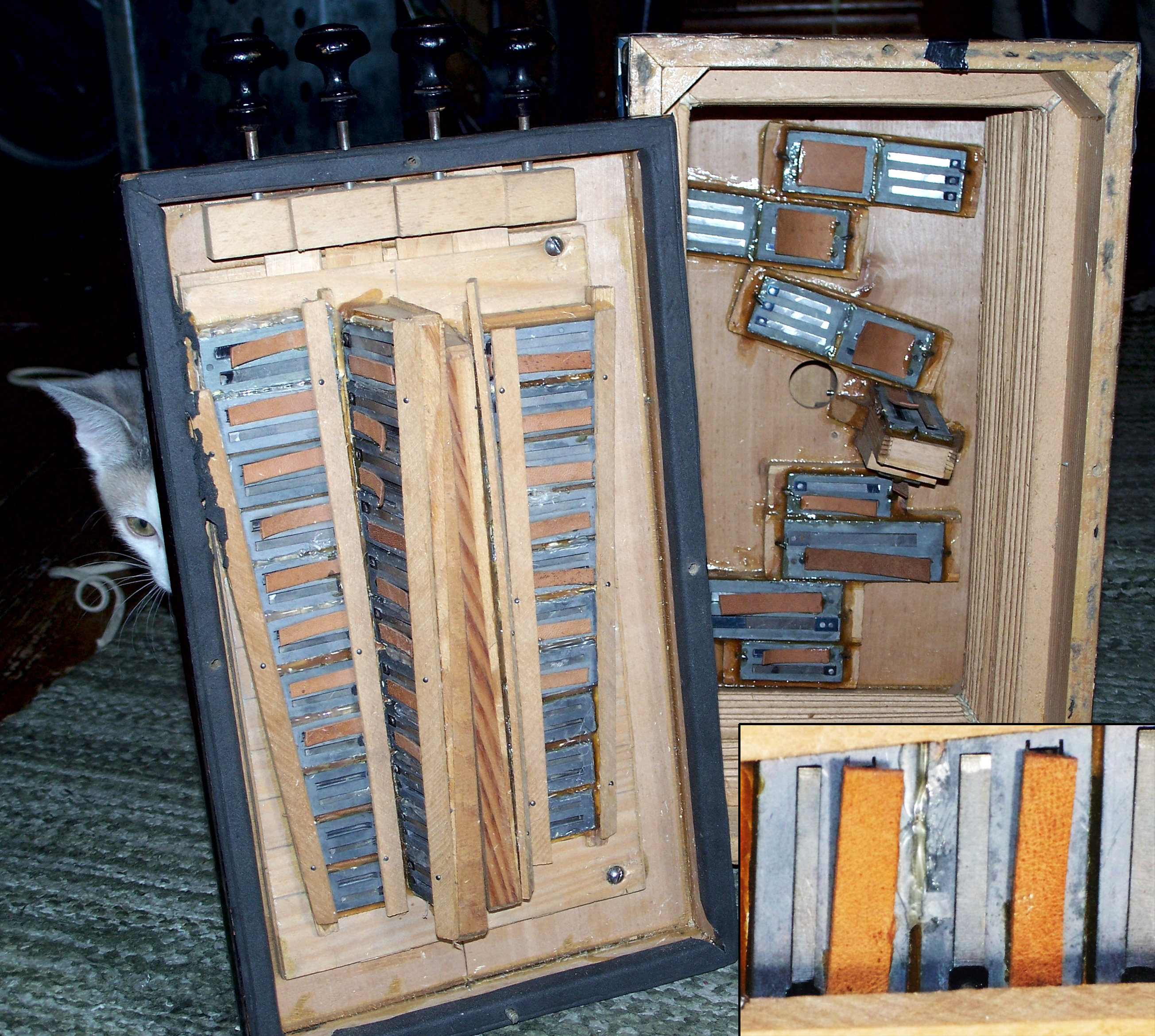
Las lengüetas de un acordeón de botones de principios del, en primer plano

Un aerófono de lengüeta libre es un instrumento musical que produce sonido cuando el aire fluye a través de una lengüeta vibrante en un marco. La presión del aire normalmente se genera mediante la respiración o con un fuelle. En el sistema Hornbostel–Sachs, es el número: 412.13 (un miembro de los aerófonos libres interrumpibles). Los instrumentos de lengüeta libre se contrastan con los instrumentos de lengüeta no libre o cerrada, donde el timbre depende total o parcialmente de la forma del cuerpo del instrumento, número de Hornbostel–Sachs: 42 (flauta, instrumentos de lengüeta y metal).

## Operación
Las siguientes ilustraciones representan el tipo de lengüeta típica de las armónicas, diapasones, acordeones y órganos de lengüeta a medida que pasa por un ciclo de vibración. Para mayor claridad, se omite un lado del marco de caña en las imágenes; en realidad, el marco encierra completamente la caña. El flujo de aire sobre un lado de la lengüeta (etiquetado como “AR”) crea una región de baja presión en ese lado (consulte el artículo sobre el principio de Bernoulli para obtener más detalles), lo que hace que la lengüeta se flexione hacia el lado de baja presión. El marco de la lengüeta está construido de manera que la flexión de la lengüeta obstruye el flujo de aire, lo que reduce o elimina la región de baja presión y permite que la lengüeta se flexione hacia atrás.
|  | Una caña se fija por un extremo en un marco ajustado. El extremo suelto tiene una ligera curva ascendente.                                        |
|  | Se aplica depresión de aire debajo de la lengüeta; la lengüeta impide el flujo de aire, excepto un flujo pequeño y de alta velocidad en la punta. |
|  | La caña es succionada a través de la abertura, permitiendo el paso del aire.                                                                      |
|  | La elasticidad de la caña la fuerza a retroceder a través del marco.                                                                              |

Cada vez que la caña pasa a través del marco, interrumpe el flujo de aire. Estas interrupciones rápidas y periódicas del flujo de aire crean las vibraciones audibles que percibe el oyente.
En un instrumento de lengüeta libre, generalmente son las características físicas de la propia lengüeta, como la masa, la longitud, el área de la sección transversal y la rigidez, las que determinan la altura de la nota musical producida. De importancia secundaria al tono son las dimensiones físicas de la cámara en la que se coloca la lengüeta y del flujo de aire. Como excepción, el tono del bawu y el hulusi chinos se determina digitando agujeros tonales similares a los de una flauta dulce a lo largo del cuerpo del instrumento.

## Historia

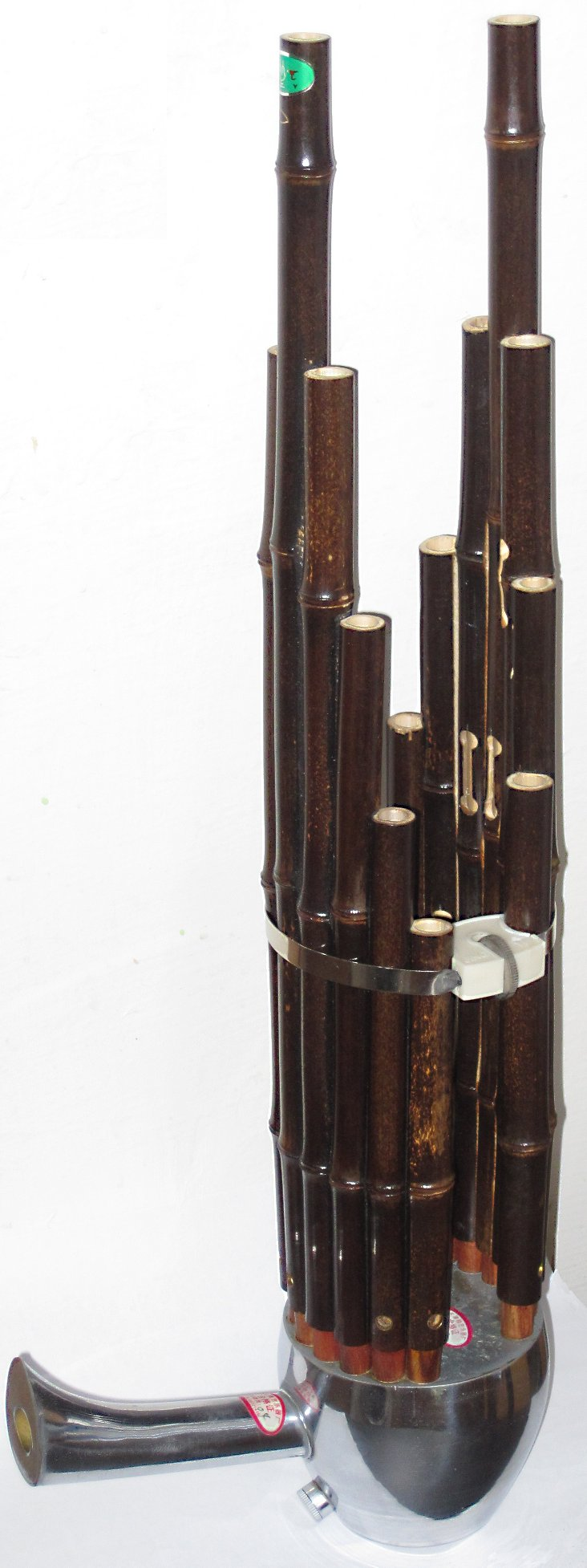
Sheng con 17 tubos; altura 55 cm (22 pulgadas)

Parece que se han inventado varios instrumentos de lengüeta libre desde la antigüedad. El precursor más probable de los aerófonos de lengüeta libre es el arpa de boca, un instrumento conocido en muchas culturas en todo el mundo y con muchos nombres (por ejemplo, k'uang en la antigua China). En este instrumento, el principal productor de sonido es la propia lengüeta vibrante, más que el flujo de aire.
Entre los instrumentos antiguos, el khene de Laos, el shēng de China y la versión posterior shō de Japón han sobrevivido hasta los tiempos modernos.
El sheng se fabricaba tradicionalmente con tubos de bambú y se mencionó por primera vez en el Shi Jing (siglos XI al VII a. C.) de la dinastía Zhou (c. 1050-256 a. C.). El órgano de lengüeta libre fue inventado en el mundo árabe en el siglo XIII, mientras que el alemán Heinrich Traxdorf (siglo XV) de Núremberg construyó uno alrededor de 1460 d. C. En Copenhague, uno de estos instrumentos con tubos de bronce y lengüetas libres incrustadas en los lados de los tubos inspiró al constructor de órganos Kirsnick a colocar lengüetas similares en órganos portátiles. En 1780 Kirsnick se trasladó a San Petersburgo y mejoró estos nuevos tubos de órgano a un tono ajustable mediante un gancho. Christian Gottlieb Kratzenstein también construyó su máquina parlante en Copenhague y estuvo en contacto con Kirsnick. Christian Gottlieb Kratzenstein recibió un premio por la máquina en San Petersburgo, pero nunca se mudó a San Petersburgo. Su máquina o una copia de esta máquina llegó a París muy poco después de 1780. Georg Joseph Vogler puso todo su empeño en conseguir que este nuevo tipo de tubos de órgano se utilizase en los órganos de iglesia, por lo que empezó con el cambio de órganos en Rotterdam (1790), Londres (1790), Frankfurt (1791), Estocolmo (1791), París (1796), Berlín (1800), Praga (1802), Viena (1804), Salzburgo Múnich (1805), – hasta 30 reconstrucciones documentadas de órganos con nuevos tubos de órgano de lengüeta libre. También impartió clases en universidades e hizo todo lo posible para promover este nuevo tipo de cañas, no sólo en las regiones de habla alemana de Europa. El trabajo real fue realizado por diferentes organeros y participaron muchísimas personas, por lo que es casi imposible que algún organero en Europa no conociera las lengüetas libres después de 1800. Durante los dos años que pasó en Viena entre 1802 y 1804, pasó un tiempo con Johann Mäzel y Mälzel cambió el tipo de lengüetas utilizadas en su Panarmónico por tubos de lengüeta libre. Vogler, Maelzel y Friedrich Kaufmann estaban al mismo tiempo en París en 1807. Desde allí, Mälzel fue a Ratisbona y Viena, donde construyó un nuevo Panharmonicon y el Trompeter mecanischer; después de eso volvió a realizar una gira por París, Londres y otros lugares; tal vez fue por primera vez también a Boston y Nueva York, pero hasta ahora no conocemos ninguna noticia en ningún periódico sobre ello. Friedrich Kaufmann, un relojero, regresó a su casa en Dresde y copió las máquinas de Mälzel. El trompetista mecánico todavía se puede ver en un museo de Múnich.

### Aerófonos de lengüeta libre en Estados Unidos
En Estados Unidos, se suele decir que el constructor de órganos William M. Goodrich podría haber inventado la lengüeta libre. Cuenta que trabajó entre 1810 y 1812 con el Pan Harmonicon de Johann Mäzel que fue enviado a Boston y luego exhibido en varias ciudades. Mälzel tenía una muy buena relación con Vogler mientras estuvo en Europa, por lo que su Pan Harmonicon utilizaba lengüetas libres. No se sabe con certeza si Mälzel estuvo personalmente en América alrededor de 1811. Lo que está claro es que llegó a Nueva York el 7 de febrero de 1826, en lo que pudo haber sido su primera o segunda visita al Nuevo Mundo. También visitó Boston en esa época.
 

"En junio de 1811 se trajo a Boston un curioso instrumento llamado Pan Harmonicon. Fue inventado por Maelzel, cuyo nombre suele estar relacionado con el metrónomo. William Goodrich fue contratado para instalar y exhibir el Pan Harmonnicon en Nueva York y otras ciudades. Él […] viajó con el instrumento desde septiembre de 1811 hasta junio de 1812."

1823 Pan Harmonicun, 

En marzo de 1823, Goodrich se comprometió a completar, con la ayuda de otros, un Pan Harmonicon, a imitación del de Maelzel. El señor Savage, propietario de un museo en Boylston Hall, había mantenido este último en exhibición durante algún tiempo en su museo y había hecho progresos considerables en la construcción de uno similar. Tras su muerte, se decidió completarlo. El Sr. Goodrich fue contratado y se terminó en mayo de 1824. Desde noviembre de 1824 hasta algún momento de 1825, estuvo empleado principalmente en la exhibición de este instrumento;

Cuentan que en 1821 James H. Bazin reparó un tubo de lengüeta libre y utilizó este tipo de lengüetas para construir, en 1836, el "órgano de regazo".
 

En un artículo de "The Musical World and Times" […] se reivindica la invención de esta clase de instrumentos por parte del Sr. James H. Bazin, un ingenioso músico y mecánico, de Canton, Mass. […] Sin embargo,[…] como se observará […] El señor Bazin no era el hombre indicado. El relato al que se hace referencia contiene lo siguiente: "A finales del año 1821, unos jóvenes de un pueblo vecino trajeron un pequeño tubo redondo de latón, con la letra A marcada, y un trozo delgado de latón atornillado. un lado; cuyo latón parecía haber sido hecho para vibrar a través de una abertura de aproximadamente la mitad de la longitud del tubo, pero que se había roto cerca del tornillo. Habían tomado prestado este tubo de un maestro de canto en Boston, y deseaban. para que el Sr. Bazin repare ella, […] Tenemos una leyenda, en la que se afirma que la caña libre fue invención de un zapatero alemán [Maelzel], quien, cautivado por los dulces sonidos que producía,[…],

A partir de 1833, Prescott construyó instrumentos similares.

En 1831 Prescott […]. En un viaje de negocios a Boston vio un "órgano de codo" o órgano de regazo ("melodeón mecedor") construido por James Bazin. Viendo el potencial de este pequeño ÓRGANO DE LEÑA, comenzó a fabricarlos en 1836 o 1837 – tanto el de botón (melodeón) como el tipo de teclado convencional;
 Vídeo de "rocking melodeon"

#### Armonios en 1840

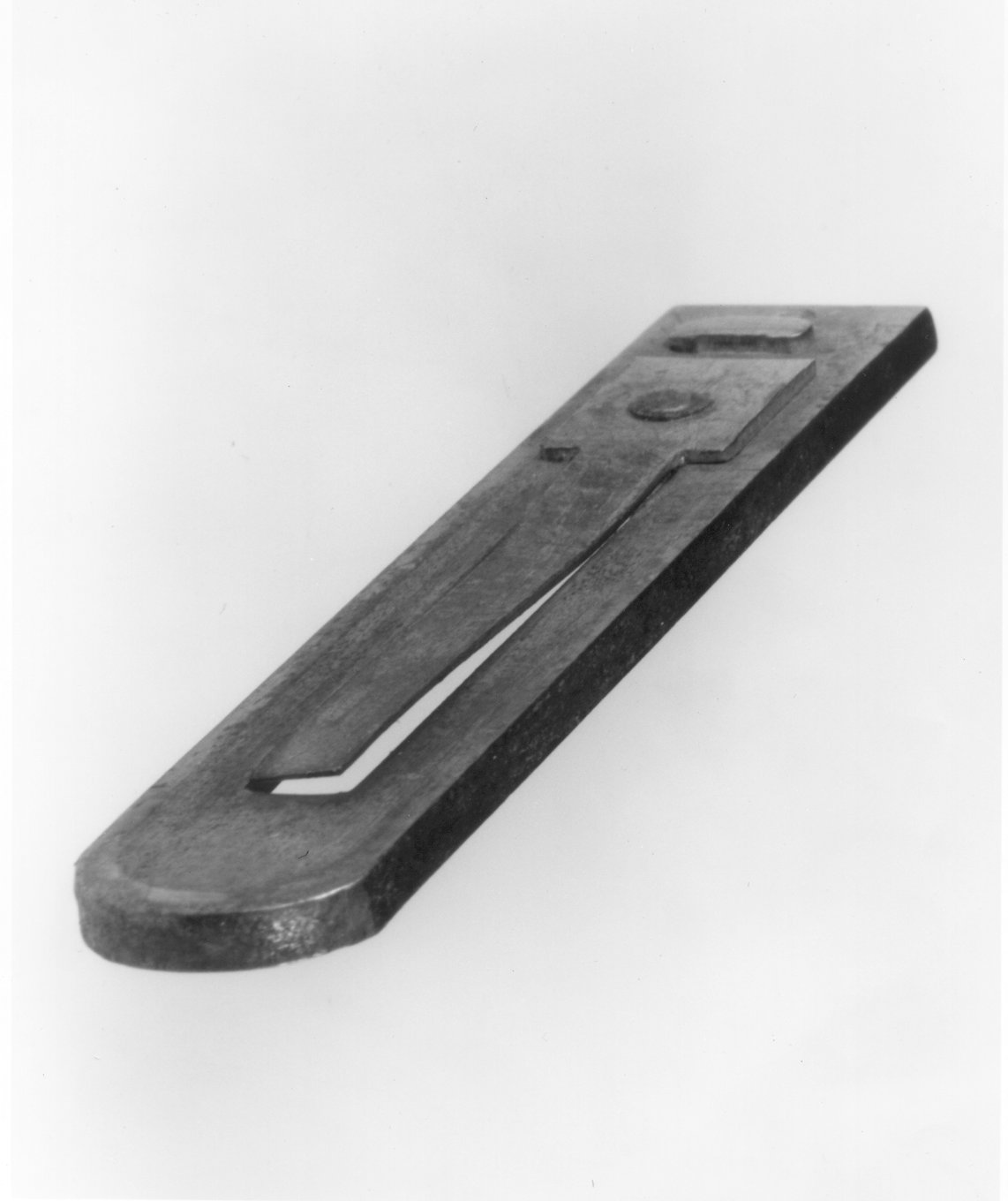
Lengüeta libre de un armonio, 1867

En 1840, había 40 fabricantes armonios en Estados Unidos (donde se les llamaba melodeon).
 

"Los melodeones eran económicos, fáciles de mover y requerían un mínimo de mantenimiento. Estas características eran tan atractivas que en 1840 había cuarenta constructores de melodeones en los Estados Unidos, con un producto anual de 646.975 dólares, pero los informes enumeraban sólo veinte constructores de órganos de tubos. con un producto anual de $324,750 [13,p.132]"

### Europa
Sin embargo, la patente de Cyrill Demian de 1829 (ver más abajo) afirma que las cañas de su instrumento "eran conocidas durante más de 200 años como Regale, Zungen, Schnarrwerk, en órganos". Compara las cañas utilizadas por él con las cañas de percusión.

### El acordeón en Rusia
La historia más temprana del acordeón en Rusia está poco documentada. Sin embargo, según los investigadores rusos, los primeros acordeones simples conocidos fueron fabricados en Tula, Rusia, por Timofey Vorontsov en 1820 e Ivan Sizov desde 1830. A finales de la década de 1840, el instrumento ya estaba muy extendido; en conjunto, las fábricas de los dos maestros producían 10.000 instrumentos al año. En 1866, en Tula y los pueblos vecinos se producían anualmente más de 50.000 instrumentos y en 1874 la producción anual superaba los 700.000. En la década de 1860, las gobernaciones de Nóvgorod, Viatka y Sarátov también tenían una importante producción de acordeón. En la década de 1880, la lista incluía Oriol, Riazán, Moscú, Tver, Vólogda, Kostromá, Nizhni Nóvgorod, Simbirsk y otros, y muchos de estos lugares crearon sus propias variedades del instrumento. Los primeros acordeones cromáticos tipo piano en Rusia fueron construidos en 1871 por Nikolay Ivanovich Beloborodov.
En 1907, el maestro acordeonista de San Petersburgo V.S. Sterlingov creó un acordeón de botones cromático para el músico Ya. F. Orlandskiy-Titarenko con 52 teclas melódicas y 72 acordes del sistema de bajo Stradella. Orlandskiy-Titarenko llamó a su nuevo instrumento bayán (en honor al legendario bardo Boyan), y fue el antepasado del instrumento moderno con ese nombre. Sin embargo, su disposición en el lado de la melodía era diferente a la disposición del bayán moderno. El sistema B del bayán moderno (o "sistema de Moscú") se hizo más popular que el "sistema de Leningrado" del instrumento anterior (que era más similar al garmon Khromka) alrededor de 1930-35.
Entre 1953 y 1968, la producción anual de acordeones de botones (garmones y bayanes) en la Unión Soviética osciló entre 597.307 y 921.674 instrumentos, mientras que la producción anual de acordeones de piano osciló entre 7.124 y 120.313 instrumentos (con un promedio de alrededor de 50.000).

### Ejemplos
- Querhammerflügel con Aeoline, hacia 1810, realizado por Johann Kasper Schlimbach en Königshofen Bayern, utilizando cañas de acero y marcos de una sola pieza.
- El acordeón, patentado en 1829 por el inventor armenio-austriaco Cyrill Demian.
- La concertina, patentada en dos formas (quizás de forma independiente) por:
  - Sir Charles Wheatstone, en 1829 y 1844;
  - Carl Friedrich Uhlig, 1834.
- El armeón, patentado en 1952 por Pierre Monichon, musicólogo y acordeonista francés.

Además, existen otros instrumentos de lengüeta libre, como la conocida y versátil armónica (una de las lengüetas libres más pequeñas). El armonio, u órgano de bombeo, tiene numerosas formas, incluido el ortotonofonio y el peti o samvadini (el armonio de piso indio, utilizado a menudo como acompañamiento en interpretaciones de música clásica india). El martinshorn es oriundo de Alemania, mientras que la melódica ha tenido muchas aplicaciones en numerosos estilos de música, incluido el reggae y la música caribeña.
El bandoneón, una concertina ligeramente más grande, recibió su nombre gracias al inventor alemán Heinrich Band; a fines del siglo XIX, el instrumento era significativamente popular en partes de América del Sur, especialmente Argentina y Uruguay ; en comparación con la concertina estándar, que se utilizó y se utiliza ampliamente en varios géneros de música folclórica y tradicional, el uso original previsto del bandoneón era tocarse solo en ceremonias religiosas o devocionales cristianas, como misas (liturgia), bodas y otros eventos sagrados o sagrados relacionados.

## Instrumentos relacionados
En los instrumentos de viento-madera relacionados, se utiliza una lengüeta vibrante para hacer vibrar una columna de aire dentro del instrumento. En tales instrumentos, el tono está determinado principalmente por la longitud efectiva de esa columna de aire. Aunque el sheng chino, el shō japonés y el khene laosiano tienen tubos, estos no determinan el tono. En estos instrumentos, los tubos sirven como cámaras de resonancia.